# Dicranomyia paupercula
Dicranomyia paupercula là một loài ruồi trong họ Limoniidae. Chúng phân bố ở miền Cổ bắc.